# Tour de l'Horloge (Anduze)
Pour les articles homonymes, voir Tour de l'Horloge.
La tour de l'Horloge d'Anduze est une tour construite aux XIVe et XVIIIe siècles, située à Anduze, dans le Gard.
La tour de l'horloge d'Anduze, qui appartient à la ville d'Anduze, a été classée monument historique par arrêté du 30 mars 1978.

## Historique
Érigée en 1320, la tour devient horloge de ville en 1569. Épargnée pour cette raison lors de la destruction des remparts ordonnée par Richelieu en 1629, elle se voit dotée d'une cloche en 1701.
La méridienne fut, quant à elle, restaurée en 1989.

## Description
D'une hauteur totale de 22 mètres, construite sur trois niveaux, son architecture rappelle la tour de Constance d'Aigues-Mortes dans son état actuel.
La tour de l'Horloge constitue l'un des derniers vestiges encore visibles des anciens remparts, avec le porche et le Château-Neuf. Quelques portions d'enceinte subsistent malgré tout dans les murs de certaines habitations environnantes.